# Zamek w Skierbieszowie
Zamek w Skierbieszowie – zamek, który znajdował się w Skierbieszowie na wzgórzu nazwanym później Zamczyskiem.

## Historia
Historia zamku nie jest znana. Nie wiadomo, kto był jego budowniczym. Znalezione na jego terenie pieniądze z datą 1382 i 1383 oraz inne wykopaliska świadczą o istnieniu zamku już w wieku XIV.
Jak wynika z opisu historycznego Karola Broniewskiego z roku 1845, zamek ten podczas najazdów wojsk kozackich i szwedzkich w XVII w. został, podobnie jak miasto, zniszczony. Z gruzów zniszczonego zamku zbudowano później kościół, w miejscu walącego się drewnianego pod wezwaniem Wniebowzięcia Marii.
Do XIX wieku przetrwała jedynie wieża więzienna na tzw. „małym zamczysku”.
Po zamku nie zostały żadne ślady murów, jedynie nierówności i zagłębienia, z których jedno jest zasypaną studnią. Na północny zachód od Zamczyska znajduje się pagórek, na którym stał drewniany gród obronny. Podania głoszą, iż usypiska te zostały sztucznie wykonane przez człowieka. Po przeciwnej stronie rzeki znajduje się głęboki jar w kształcie klina, skąd miano przenosić ziemię na budowę obronnych nasypów na jeziorze.

## Architektura
Zamek był murowany z cegły i kamienia, otoczony ziemno-drewnianymi fortyfikacjami bastejowymi, fosą oraz bagnami. Posiadał rozległe podziemia. Całe wzgórze zajmuje powierzchnię 6 ha, a część zamkowa jest oddzielona głęboką na 3,5 m fosą. 

## Badania archeologiczne
W 1973 roku zostały przeprowadzone prace archeologiczne, podczas których odkryto naczynia ceramiczne i ślady osadnictwa z XIV w.